# Toronto—St. Paul's (circonscription provinciale)
Pour les articles homonymes, voir St. Paul's.
Circonscription électorale provinciale du Canada
Toronto—St. Paul's (auparavant St. Paul's) est une circonscription provinciale de l'Ontario représentée à l'Assemblée législative de l'Ontario depuis 1999.

## Géographie
La circonscription est située dans le sud de l'Ontario, plus précisément une partie du centre-ville de Toronto.
Les circonscriptions limitrophes sont Davenport, Don Valley, Eglinton—Lawrence et University—Rosedale.

## Historique
| Législature | Années       | Député            | Député         | Parti         |
| --- | ------------ | ----------------- | -------------- | ------------- |
| St. Paul's Circonscription issue de St. Andrew—St. Patrick, St. George—St. David, Eglinton, Oakwood et Dovercourt |              |                   |                |               |
| 37e | 1999–2003    |                   | Michael Bryant | Libéral       |
| 38e | 2003–2007    |                   | Michael Bryant | Libéral       |
| 39e | 2007–2009    |                   | Michael Bryant | Libéral       |
| 39e | 2009-2011    | Eric Hoskins (en) |                | Libéral       |
| 40e | 2011–2014    | Eric Hoskins (en) |                | Libéral       |
| 41e | 2014–2018    | Eric Hoskins (en) |                | Libéral       |
| Toronto—St. Paul's                                                                                                |              |                   |                |               |
| 42e | 2018–2022    |                   | Jill Andrew    | Néo-démocrate |
| 43e | 2022–Présent |                   | Jill Andrew    | Néo-démocrate |

## Circonscription provinciale
Depuis les élections provinciales ontariennes du 4 octobre 2007, l'ensemble des circonscriptions provinciales et des circonscriptions fédérales sont identiques.